# Geoffrey de Havilland Jr.
Pour les articles homonymes, voir De Havilland (homonymie).
Geoffrey de Havilland Jr., né le 18 février 1910 et mort le 27 septembre 1946, est un pilote d'essais britannique. Il est le fils de Geoffrey de Havilland, pionnier de l'aviation britannique. Il meurt dans un accident aérien en tentant de passer le mur du son.

## Biographie
Il est le cousin des actrices Olivia de Havilland et Joan Fontaine, et le fils du pionnier de l'aviation Geoffrey de Havilland (1882-1965), industriel et concepteur d'avions. À l'âge de six ans il volait en tant que passager dans l'avion de son père. Il rejoint l'entreprise de son père en tant qu'apprenti en 1928.
En tant que pilote d'essais, il a accompli les deux premiers vols du De Havilland DH.98 Mosquito et du De Havilland Vampire. Il meurt en septembre 1946 à bord d'un avion expérimental DH 108 Swallow à réaction, alors qu'il essayait de passer le mur du son, l'avion s'étant désintégré au-dessus de l'estuaire de la Tamise à mach 0.88. Son corps a été retrouvé en mer quelques jours plus tard. Il est enterré au cimetière de Tewin, East Hertfordshire District, Hertfordshire.
Son frère John était mort lors d'une collision aérienne entre deux Mosquitos en 1943. À la suite de ces deux accidents mortels, sa mère Louise tombe dans une profonde dépression et meurt en 1949.

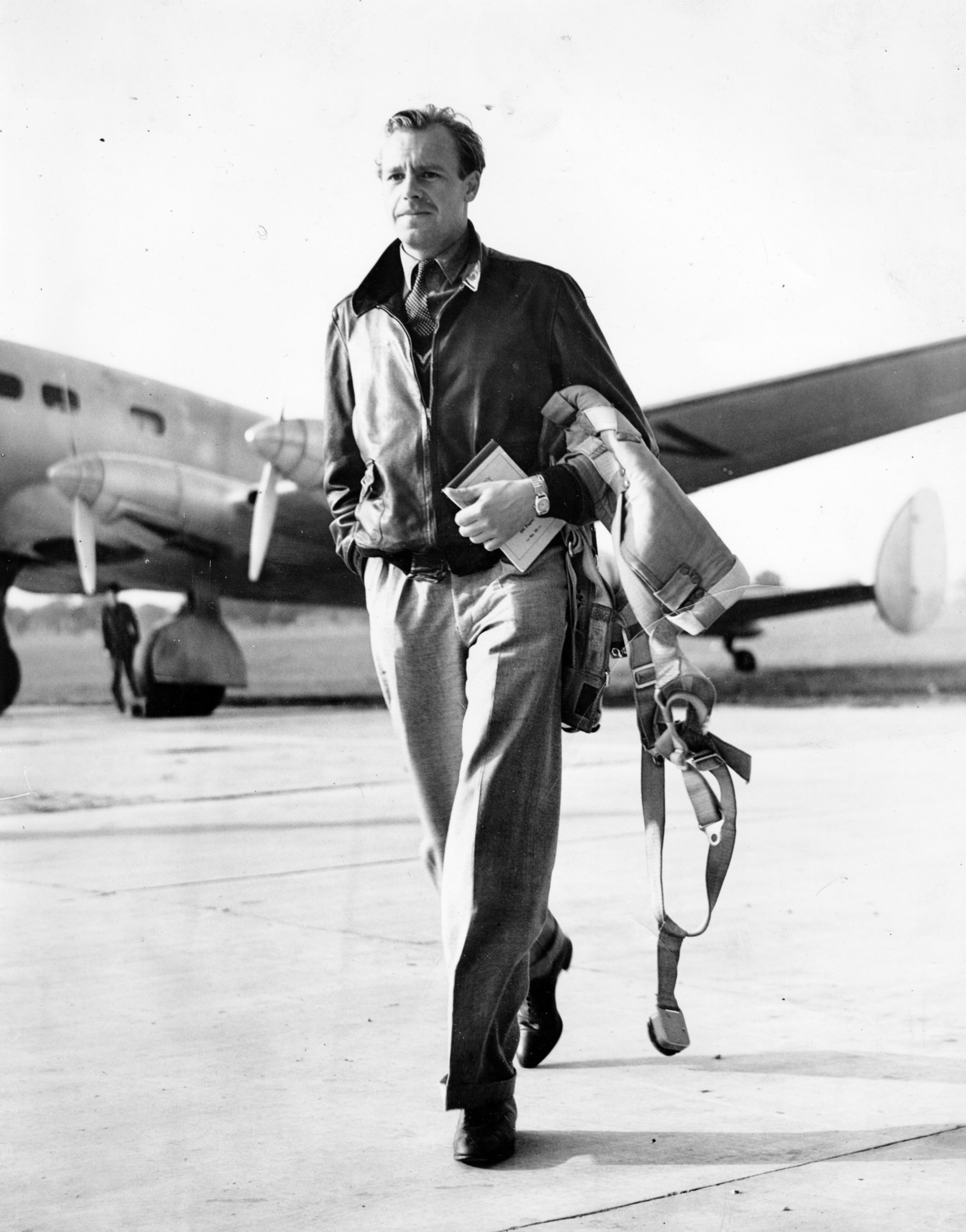
Geoffrey Raoul de Havilland en 1930.

## Au cinéma
Le film de David Lean Le Mur du son (The Sound Barrier) fait référence à l'accident de Geoffrey de Havilland Jr..